# Стыцамэн
«Стыцамэн» — песня, написанная украинским исполнителем Иваном Дорном; третий сингл из дебютного альбома певца Co'N'Dorn (2012).

## Предыстория и релиз
С 2007 года Иван Дорн был участником украинской поп-группы «Пара Нормальных», но в начале 2010 года покинул коллектив, чтобы начать сольную карьеру. Первое выступление исполнителя должно было состояться на дне рождения у четырнадцатилетнего подростка, которому просто нравился его голос. По словам исполнителя, ему позвонили и пригласили выступить, но никакого песенного материала он на тот момент ещё не записал. Тогда Дорн созвонился со своими старыми знакомыми Романом Bestseller и диджеем Pahatam, и совместно они записали несколько композиций, в том числе «Тем более» и «Ненавижу», которые стали первыми синглами Дорна. На следующий год в домашней студии Романа Bestseller в Киеве были записаны «Стыцамэн», «Северное сияние» и «Синими, жёлтыми, красными». Самой сложной для записи была песня «Стыцамэн»; Дорн объяснял, что у него с музыкантами были разногласия по поводу этой композиции, так как они считали её слишком сложной и что её не возьмут в ротацию на радио. В марте 2011 года песня была выпущена на радио как третий сингл из дебютного альбома исполнителя.

## Музыка и текст
«Стыцамэн» был записан как клубный, танцевальный трек. В песне находили сильное влияние хауса. Иван Дорн говорил о песне, что она написана для того, чтобы пробить стену советского шоу-бизнеса: «Стыцамэн — это такой супергерой, который врывается в мозги человека с примитивным музыкальным мировоззрением и кричит ему „Э-э-эй! Не слушай это говно!“», — объяснял исполнитель. Редакция журнала «Афиша» назвала рефрен «Стыцамэна» припевом 2012 года и в издании писали, что в песне Дорн «примерил на русский бит и язык костюмы Кельвина Харриса и Мейера Хоторна, приспособил под нужды танцполов и магнитол одной шестой новый дискохаус, R’n’B и постдабстеп».

## Реакция критики
На независимой музыкальной премии «Степной волк» 2012 года «Стыцамэн» был номинирован в категории «Видео». На премии RU.TV 2012 Иван Дорн получил две номинации в категориях «Лучший старт» и «Лучший рингтон» (обе за песню «Стыцамэн»). В итоге исполнитель победил в первой номинации.  Дорн также получил ещё несколько номинаций на украинскую музыкальную премию YUNA Awards 2012, в том числе: «Лучшая песня» за «Стыцамэн».

## Участники записи
- Иван Дорн — автор, вокал, бэк-вокал, продюсер
- Роман Мясников — продюсер, саунд-продюсер, аранжировка

## Чарты
| Страна/территория (Чарт)          | Высшая Позиция |
| --------------------------------- | -------------- |
| (Красная звезда. Сводный чарт)    | 3              |
| (Красная звезда. Радиочарт)       | 1              |
| (Красная звезда. Чарт продаж)     | 1              |
| (Красная звезда. Видеочарт)       | 15             |
| (Красная звезда. Народный чарт)   | 2              |
| (Красная звезда. Экспертный чарт) | 1              |
| Tophit Российский Топ-100         | 9              |
| 2М Топ 10. Цифровые треки         | 2              |